# (4727) Ravel
(4727) Ravel est un astéroïde de la ceinture principale.

## Description
(4727) Ravel est un astéroïde de la ceinture principale. Il fut découvert par Freimut Börngen le 24 octobre 1979 à Tautenburg. Il présente une orbite caractérisée par un demi-grand axe de 2,89 UA, une excentricité de 0,091 et une inclinaison de 3,2° par rapport à l'écliptique.
Il fut nommé en hommage au compositeur français Maurice Ravel (1875-1937), représentant de l'impressionnisme en musique.